# 迪克西蘭
迪克西蘭（英語：Dixieland），又稱熱爵士樂（英語：hot jazz）或傳統爵士樂（英語：Traditional jazz），是一種相對早期的爵士乐類型，源於美國路易斯安那州新奧爾良，由一些白人爵士音乐人从新奥尔良爵士演变而来。它結合了用銅管樂樂隊演奏的進行曲、法國方舞（Quadrille）、拉格泰姆（Ragtime）、藍調。演奏者常於鋼琴、結他、五弦琴、鼓、低音提琴、大號的韻律樂段以小號、短號、長號、單簧管即興創作一些複音音樂。
它在20世紀早期於美國開始發展，經新奧爾良的樂隊傳入芝加哥、紐約市等大都會。
在迪克西蘭時期，著名的爵士歌曲包括：斯賓塞·威廉斯（Spencer Williams）的《Basin Street Blues》、多位歌手都唱過的《When the Saints Go Marching In》。